# Bataille du détroit de Gibraltar (1340)
 (avril 2025).
La bataille du détroit de Gibraltar de 1340 est une bataille navale opposant la flotte mérinido-hafside, sous le commandement de Mohammed ben Ali al-Azafi, à une flotte castillane dirigée par Alfonso Jofre de Tenorio. La rude bataille se termine par l'anéantissement de la flotte castillane.

## Contexte
Après la défaite de Teba en 1330, le roi de Grenade Mohammed IV implore le soutien du sultan mérinide Abu al-Hasan ben Uthman contre l'avancée des royaumes ibériques. Celui-ci répond favorablement à leur demande, et envoie une flotte ainsi que 5 000 hommes sous le commandement de son fils, Abou Malek ben Abu al-Hasan, qui s'emparent de Gibraltar en 1333, après deux mois de siège.
Fin 1339, Abou Malek ben Abu al-Hasan mène une campagne avec le royaume de Grenade contre les Castillans. En s'avançant imprudemment en territoire ennemi, Abou Malek est pris en embuscade, puis tué avec ses soldats par les Castillans. Après avoir entrepris la conquête du Maghreb central, Abu al-Hasan réunit une immense armée pour venger son fils, envahir la Castille, et mettre fin à l'avancée chrétienne dans la région.

## Déroulement
Le sultan mérinide Abu al-Hasan rassemble une importante flotte à Ceuta, estimée entre 80 et 100 navires mérinides, pour traverser le détroit de Gibraltar,. Il demande également un soutien aux Hafsides, qui lui envoient 16 navires commandés par l'amiral hafside Zaïd ben Farhoun,. Le 8 avril 1340, une flotte musulmane sous le commandement de Mohammed ben Ali Al-Azafi, comprenant 44 galères et 35 leños, rencontre la flotte castillane de 44 galères et 7 caraques dirigée par l'amiral Alfonso Jofré Tenorio.
La flotte musulmane, commandée par Al-Azafi, encercle et anéantie la flotte castillane. Les maghrébins se lancent à l'abordage des navires chrétiens, et massacrent les Castillans à bord. Plus de 35 vaisseaux sont capturés par les Mérinides. L'amiral castillan Alfonso Jofré Tenorio est tué, et seulement cinq navires castillans réussissent à se réfugier à Tarifa. Les navires enlevés aux Castillans sont emmenés à Ceuta.

## Conséquences
Cette victoire stratégique ouvre la voie aux Mérinides pour envahir l'Andalousie. Le 14 août 1340, Abu al-Hasan et son armée traversent le détroit. Le 12 septembre, il commence le siège de Tarifa avec Yusuf Ier de Grenade. Le siège s'éternise, et le 30 octobre a lieu la bataille décisive du Río Salado, qui se solde par une déroute mérinide. Cette bataille met définitivement fin aux ambitions marocaines en Andalousie.

### Français
- Ismaël Hamet, Histoire du Maghreb : cours professé à l'Institut des hautes études marocaines, Paris, Ernest Leroux, 1923, 501 p. (lire en ligne). .
- Dominique Valérian, Bougie, port maghrébin, Rome, Publications de l'École française de Rome, 2013, 795 p. (ISBN 978-2-7283-1000-5, lire en ligne). .

### Anglais
- (en) Joseph F. O'Callaghan, The Gibraltar Crusade : Castile and the Battle for the Strait, Philadelphie, University of Pennsylvania Press, 2011, 376 p. (ISBN 978-0812223026). .

### Espagnol
- (es) Wenceslao Segura González (es), « El desarrollo de la batalla del Salado (año 1340) », Al Qantir, no 9,‎ 2010 (ISSN 2171-5858, lire en ligne). .